# Aleksandr Arekéiev
Aleksandr Arekéiev (en rus Александр Викторович Арекеев, Ijevsk, Udmúrtia, 10 d'abril de 1982) és un ciclista rus, professional des del 2004 fins al 2010.

## Palmarès
- 2000
  - 1r al Giro della Lunigiana
  - 1r al Gran Premi dell'Arno
- 2007
  - Vencedor d'una etapa de la Tirrena-Adriàtica

### Resultats al Giro d'Itàlia
- 2007. Abandona (14a etapa)